# European Health Emergency Response Authority
Die European Health Emergency Response Authority (HERA), auf Deutsch EU-Behörde für die Krisenvorsorge und -reaktion bei gesundheitlichen Notlagen, wurde am 16. September 2021 als neue Generaldirektion der Europäischen Kommission ins Leben gerufen, um die Europäische Union auf zukünftige Pandemien vorzubereiten und eine besser koordinierte Reaktion zu ermöglichen, als bei der COVID-19-Pandemie in Europa.

## Gründung
Im November 2020 zur Zeit der COVID-19-Pandemie hat die Europäische Kommission schwerwiegende Probleme in der europäischen Koordination von Maßnahmen zur Eindämmung der Pandemie festgestellt.  Mit dem Ziel einer Europäischen Gesundheitsunion wurden Maßnahmen zur besseren Vorsorge, Überwachung und Datenaustausch sowie zur Stärkung der bestehenden europäischen Behörden, des Europäischen Zentrums für die Prävention und die Kontrolle von Krankheiten (ECDC, European Centre for Disease Prevention and Control) und der Europäischen Arzneimittel-Agentur (EMA, European Medicines Agency).
Zusätzlich wurde die Schaffung einer zusätzlichen Behörde ab Ende 2021, der European Health Emergency Response Authority (HERA), vorgeschlagen, die Aufgaben der strategische Früherkennung („Horizon Scanning“) und Vorausschau („Foresight“) übernehmen sollte, um potentielle Gefahren zu antizipieren, sowie entsprechende Kompetenzen und das Wissen über Gegenmaßnahmen zusammenzuführen. Zudem sollte sie zukünftig Entwicklungseinrichtungen, Produktionskapazitäten, Rohstoffbedarf und Verfügbarkeit von Gegenmaßnahmen überwachen und die Entwicklung von entsprechenden Technologien und Lösungen für Gegenmaßnahmen fördern.
Eine solche Struktur sei ein wichtiges neues Element, um eine bessere Reaktion auf EU-Ebene für grenzüberschreitende Maßnahmen bei Gefahren für die Gesundheit zu unterstützen.
Im September 2021 wurde die Behörde dann in Form einer Generaldirektion der Europäischen Kommission gegründet und für den Zeitraum von 2022 bis 2027 mit einem Budget von 6 Milliarden Euro ausgestattet. Während die bestehenden Behörden ECDC und EMA bei Pandemien vor allem nach dem Ausbruch aktiv werden, soll die neue Behörde das wichtigste Instrument der EU zur Vorbereitung auf mögliche Pandemien sein.

## Aufgaben
Um ein tragfähigeres Mandat für die Koordinierung zwischen der Europäischen Kommission und den EU-Vertretungen zu schaffen, schlägt die Kommission eine Rahmenvereinbarung über schwerwiegende grenzüberschreitende Gesundheitsgefahren vor. Hierzu gehören:
- Bessere Vorsorge: Planung und Empfehlungen zur Vorbereitung auf eine EU-weite Gesundheitskrise und -pandemie sowie Empfehlungen für die Annahme von Plänen auf nationaler Ebene werden zusammen mit umfassenden und transparenten Rahmenbedingungen für die Berichterstattung und Prüfung entwickelt. Die Ausarbeitung nationaler Pläne würde vom ECDC und den EU-Vertretungen unterstützt. Die Pläne würden von der Europäischen Kommission und den EU-Vertretungen geprüft und einem Stresstest unterzogen.
- Verstärkte Überwachung: Auf EU-Ebene wird ein verstärktes, integriertes Überwachungssystem geschaffen, das künstliche Intelligenz und andere fortschrittliche technologische Mittel einsetzt.
- Verbesserung des Datenaustausches: Die Mitgliedstaaten müssen ihre Berichterstattung über Indikatoren der Gesundheitssysteme verstärken (z. B. Verfügbarkeit von Krankenhausbetten, spezialisierte Behandlungs- und Intensivpflegekapazitäten, Anzahl der medizinischen Fachkräfte usw.).
- Die Erklärung einer EU-Notsituation würde eine verstärkte Koordinierung auslösen und die Entwicklung, Bevorratung und Beschaffung krisenrelevanter Produkte ermöglichen.

Das Mandat des ECDC würde verstärkt, damit es die Kommission und die Mitgliedstaaten in folgenden Bereichen unterstützen kann:
- epidemiologische Überwachung über integrierte Echtzeit-Überwachungssysteme
- Bereitschafts- und Reaktionsplanung, Berichterstattung und Prüfung
- Bereitstellung unverbindlicher Empfehlungen und Optionen für das Risikomanagement
- Fähigkeit zur Mobilisierung und Entsendung der EU-Gesundheits-Task Force, um die lokale Reaktion in den Mitgliedstaaten zu unterstützen
- Aufbau eines Netzwerks von EU-Referenzlaboratorien und eines Netzwerks für Stoffe menschlichen Ursprungs

Das Mandat der EMA würde verstärkt, um eine koordinierte Reaktion auf Unionsebene auf Gesundheitskrisen zu ermöglichen, dazu gehören:
- Überwachung und Minderung des Risikos von Versorgungsengpässen bei kritischen Arzneimitteln und Medizinprodukten
- Bereitstellung wissenschaftlich fundierter Empfehlungen zu Arzneimitteln, die möglicherweise die Krankheiten, die diese Krisen auslösen, behandeln, verhindern oder diagnostizieren können
- Koordinierung von Studien zur Überwachung der Wirksamkeit und Sicherheit von Impfstoffen
- Koordinierung klinischer Prüfungen